# اللغة الهندية
اللغة الهندية (हिन्दी) هي لغة هندوأوروبية من فرع اللغات الهندوإيرانية، وهي واحدة من اللغات الرسمية في الهند وفي جزر فيجي (الهندوستانية)، كما تستخدم في عدة دول أخرى. يوجد أكثر من 180 مليون مستخدماً لهذه اللغة كلغة أم، وحوالي 300 مليون آخرين كلغة ثانية في الهند. وفي خارج الهند يتحدثها 8000000 شخص في النيبال، و 890292 في جنوب أفريقيا، و 685170 في موريشيوس و 232760 في اليمن، و 147000 في أوغندا، و 100000 في الولايات المتحدة، و 30000 في ألمانيا، و 20000 في نيوزيلندا، و 5000 في سنغافورة. وتستخدم اللغة الأردية (أردو) في باكستان في عدة دول أخرى بواسطة 41 مليوناً، وهي مشابهة بشكل أساسي للغة الهندية، حيث الفرق الأبرز بين اللغتين هو أن الأوردية تستخدم الأبجدية الأوردية المشابه للعربية مع أختلاف طفيف بالأحرف.
في الهند تستخدم اللغة بشكل أساسي في المناطق الشمالية والوسطى. تستخدم اللغة الحروف الدنفاناغارية، وهي خامس أكثر لغات العالم من حيث عدد الناطقين بها بفصاحة، حيث بلغ عددهم 182 مليوناً في عام 1998. في عام 1997، تبين من استفتاء أن ثلثي سكان الهند يجيدون اللغة الهندية. من بين أشهر اللهجات الهندية: أفادي، وبريج، وبهوجبوري، وبوندلي، وباغلي، ومارواي. تطورت اللغة الهندية مباشرة من لغة الهند القديمة وهي السنسكريتية.

## وصلات خارجية
- اللغة والأدب الهندي (بالإنجليزية)